# 帝国走廊
帝国走廊是纽约州一条461英里（742公里）的客运铁路走廊，连接纽约市宾夕法尼亚车站和纽约尼亚加拉瀑布城。路线上的主要城市包括波基普西、奥尔巴尼、斯克内克塔迪、阿姆斯特丹、尤蒂卡、锡拉丘兹、罗切斯特和布法罗。走廊的大部分曾经是纽约中央铁路干线的一部分。
美铁的帝国服务和枫叶服务于整个帝国走廊，枫叶继续向西北延伸至多伦多。“湖畔特快”列车沿着纽约市的大部分走廊，在Buffalo–Depew车站向西延伸至芝加哥。Berkshire Flyer通过走廊到达奥尔巴尼-伦斯勒尔，然后向东分流到皮茨菲尔德，而Adirondack和Ethan Allen Express则再经过一站到达斯克内克塔迪，然后分别向北分流到蒙特利尔和伯灵顿。西北铁路的哈德逊线与Riverdale以南的布朗克斯州Spuyten Duyvil的帝国走廊合并，提供纽约波基普西和大中央车站之间的通勤铁路服务。
该线路在宾夕法尼亚车站和41街之间的美铁拥有的路段上通过架空接触网和顶部运行的第三条铁路实现电气化，在铁路线的北段（从与哈德逊线合并到克罗顿-哈蒙）通过底部运行的第三轨实现电气化。位于41街和哈德逊线合并处之间的美铁管辖区段没有动力，只能由柴油或双模列车提供服务。
该走廊也是美国联邦政府指定的十条高速铁路走廊之一。如果拟议的高速服务建在走廊上，那么在布法罗和纽约市之间行驶的列车将以高达125英里/小时（201公里/小时）的速度行驶。19世纪90年代，纽约市和布法罗之间的帝国快车比美铁2013年的服务快约1小时。1891年9月14日，帝国快车在纽约市和布法罗之间用7小时6分钟（包括停靠）行驶了436英里（702公里），平均时速为61.4英里（98.8公里），最高时速为82英里（132公里）。